# Alexander Helios
Alexander Helios (40 - ~ 25 v.Chr.) was een zoon van Marcus Antonius en Cleopatra VII en de tweelingbroer van Cleopatra Selene II. Hij was een halfbroer van Ptolemaeus XV Caesarion, de zoon van Julius Caesar bij Cleopatra.

## Geboorte en naam
Alexander Helios en Cleopatra Selene werden eind 40 geboren, vermoedelijk in Alexandrië. Toen Marcus Antonius hen eind 37 voor het eerst zag, erkende hij hen als zijn kinderen. Volgens Plutarchus gaf hij hen bij die gelegenheden ook hun bijnamen Helios (van ἥλιος "zon") en Selene (van σελήνη "maan").
De beide namen Alexander - een naam die in oorsprong herinnert aan Alexander de Grote - en Cleopatra waren onder de Ptolemaeën vrij gangbaar en plaatsen de tweeling dan ook duidelijk in de lijn van de Ptolemaeïsche dynastie.

## Donaties van Alexandrië
In 36 had Marcus Antonius een korte veldtocht geleid in Armenia, waarbij de Armeense koning Artavasdes II zich aan Antonius onderwierp. Zodra Antonius Armenia weer verlaten had, koos Artavasdes echter (opnieuw) de zijde van de Parthen, de aartsvijanden van Rome in het oosten, met wie Artavasdes familiebanden had.
In 34 probeerde Marcus Antonius Artavasdes langs diplomatieke weg opnieuw aan zijn zijde te krijgen, door een verloving aan te bieden van Alexander Helios - op dat moment zes jaar oud - met de dochter van Artavasdes (die dan uiteraard verder zou worden opgevoed bij Marcus Antonius). Artavasdes weigerde echter, waarop Marcus Antonius ten strijde trok tegen Armenia en Artavasdes gevangennam.

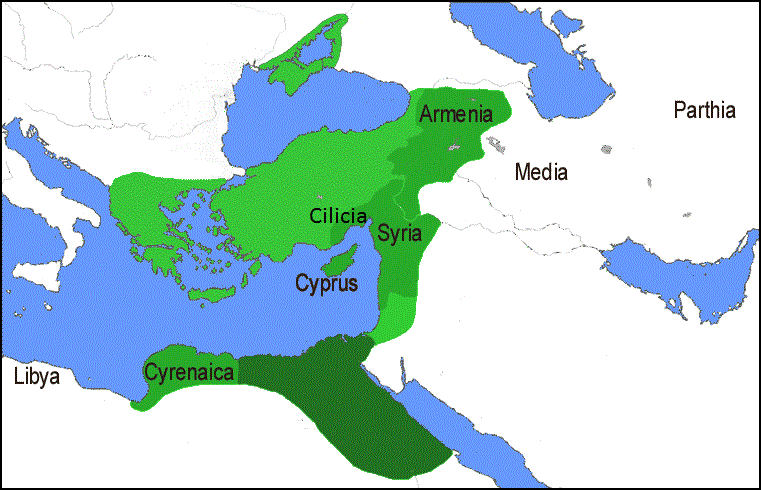
Kaart met de provinciae die Antonius aan Cleopatra en haar kinderen schonk.

De overwinning werd in de herfst van 34 groots gevierd, niet met een triomftocht in Rome, maar in Alexandrië. Als een oosters despoot, gezeten op een gouden troon, schonk Antonius privileges en titels aan Cleopatra en hun kinderen. Alexander Helios werd bij deze gelegenheid benoemd tot koning (of eigenlijk koning der koningen, de oude Parthische koningstitel) van Armenië, Medië en Parthië (anticiperend op een voorgenomen, maar nooit geslaagde veldtocht tegen de Parthen). Daarbij kleedde Antonius Alexander in oosterse stijl, zoals het een vorst uit Medië (het oude Perzië) betaamde. In Rome sprak men schande van de wijze waarop Antonius zijn overwinning vierde en zag men het als een schoffering, waar Octavianus handig gebruik van maakte in zijn propaganda tegen Marcus Antonius.
Alexander Helios heeft overigens nooit daadwerkelijk over Armenia geregeerd. Bij de Donaties van Alexandrië (zoals Alexanders triomf de geschiedenis is ingegaan) was hij nog te jong om te regeren en tegen de tijd dat hij oud genoeg was, was de politieke situatie totaal veranderd.

## Laatste levensjaren
Na de dood van zijn ouders in 30 (in de nasleep van de Slag bij Actium) werd Alexander samen met Cleopatra Selene en zijn vier jaar jongere broer Ptolemaeus Philadelphos naar Rome overbracht en meegevoerd in de triomftocht van Octavianus (augustus 29). De kinderen werden toegewezen aan Octavia, de zus van Octavianus en vroegere echtgenote van Marcus Antonius, die hen opvoedde samen met haar eigen kinderen.
Over het verdere leven van Alexander Helios is niet veel bekend. Wel valt uit de beschrijving van Cassius Dio op te maken dat hij nog leefde op het moment dat zijn tweelingzus trouwde met Juba II, omstreeks 25 v.Chr. Uit het stilzwijgen in de antieke bronnen over Alexanders verdere lotgevallen, met inbegrip van een huwelijk of huwelijksplannen, terwijl deze voor Marcus Antonius' andere kinderen wel zijn overgeleverd, concludeert men gewoonlijk dat hij niet lang na deze gebeurtenissen overleden is.